# Susan Rigvava-Dumas
Susan Rigvava-Dumas (31 december 1966) is een van oorsprong Nederlandse zangeres.
Rigvava-Dumas is zowel actief als klassiek zangeres (mezzosopraan), voornamelijk in opera's en operettes. Daarnaast heeft ze enkele grote rollen op haar naam staan op musicalgebied. Zo speelde ze bijvoorbeeld Madame Giry in The Phantom of the Opera in Stuttgart, Aartshertogin Sophie in Elisabeth aldaar en creëerde ze de rol van Miss Danvers in de wereldpremière van Rebecca in Wenen. Daarnaast stond ze als Killer Queen in We Will Rock You in Wenen op het toneel.
In mei 2013 speelt ze Norma Desmond in de musical Sunset Boulevard aan het Stadtheater in Klagenfurt.
Ze heeft eveneens een album met jazznummers uitgebracht en is op meerdere cd's te horen.